# Jack McCartan
John William McCartan (* 5. August 1935 in Saint Paul, Minnesota) ist ein ehemaliger US-amerikanischer Eishockeytorwart und -trainer, der in seiner aktiven Zeit von 1955 bis 1975 unter anderem für die New York Rangers in der National Hockey League gespielt hat. Bei den Olympischen Winterspielen 1960 gewann er als Mitglied der US-amerikanischen Nationalmannschaft die Goldmedaille.

## Karriere
Jack McCartan begann seine Karriere als Eishockeyspieler an der University of Minnesota, die er von 1955 bis 1958 besuchte, während er parallel für deren Eishockeymannschaft in der National Collegiate Athletic Association spielte. Anschließend spielte er ein Jahr lang für das Team USA bei dessen Olympiavorbereitung. Von 1959 bis 1961 lief der Torwart in insgesamt zwölf Partien für die New York Rangers aus der National Hockey League auf. In der Saison 1959/60 lief er zusätzlich für die Amateurmannschaft Minneapolis Rangers sowie von 1960 bis 1962 für das Farmteam der Rangers, die Kitchener-Waterloo Beavers aus der Eastern Professional Hockey League auf. Die Saison 1962/63 verbrachte er bei den Los Angeles Blades aus der Western Hockey League. Die Saison 1963/64 verbrachte er bei den St. Louis Braves aus der Central Professional Hockey League. Die Saison 1964/65 begann er erneut bei den St. Louis Braves in der CPHL, kehrte jedoch bereits nach nur fünf Spielen zu den Los Angeles Blades aus der WHL zurück. In der WHL spielte er zudem von 1965 bis 1967 für die San Francisco Seals, die ab 1966 als California Seals antraten.
Die Saison 1967/68 verbrachte McCartan bei den Omaha Knights aus der CPHL. In den folgenden vier Jahren spielte er für die San Diego Gulls aus der WHL. Zuletzt stand er von 1972 bis 1975 regelmäßig für die Minnesota Fighting Saints in der World Hockey Association zwischen den Pfosten. In der Saison 1973/74 absolvierte er zudem sechs Partien für Minnesotas Farmteam Suncoast Suns in der Southern Hockey League. Bereits in der Saison 1974/75 war der US-Amerikaner bereits als Assistenztrainer für Minnesota in der WHA tätig. In gleicher Funktion agierte er in der Saison 1976/77 bei Minnesota. In der Saison 1977/78 war er Cheftrainer der St. Paul Vulcans aus der Amateurliga United States Hockey League. Von 2000 bis 2006 war er als Scout bei den Vancouver Canucks aus der NHL angestellt. 1983 wurde er mit der Aufnahme in die United States Hockey Hall of Fame geehrt. Im Jahr 1998 folgte die Aufnahme in die IIHF Hall of Fame.

### International
Für die USA nahm McCartan an den Olympischen Winterspielen 1960 in Squaw Valley teil, bei denen er mit seiner Mannschaft die Goldmedaille gewann. Zudem wurde er zum besten Torwart des Turniers gewählt.

## Erfolge und Auszeichnungen
| - 1957 WCHA First All-Star Team - 1958 WCHA First All-Star Team - 1958 NCAA West First All-American Team - 1969 WHL Second All-Star Team | - 1970 WHL First All-Star Team - 1971 WHL First All-Star team - 1983 Aufnahme in die United States Hockey Hall of Fame - 1998 Aufnahme in die IIHF Hall of Fame |

### International
- 1960 Goldmedaille bei den Olympischen Winterspielen
- 1960 Bester Torwart der Olympischen Winterspiele